# Роберт Бенкен
Роберт Луїс Бенкен (англ. Роберт Луїс "Боб" Бенкен; Род. 1970) — американський астронавт НАСА, підполковник ВПС (на 2009 рік). Учасник трьох космічних польотів: двох — на «Спейс шатл» — STS-123 і STS-130 та першого польоту SpaceX DM-2.

## Дитинство
Народився 28 липня 1970 року в місті Крив-Коер (англ. Creve Coeur), штат Міссурі, але своїм рідним вважає місто Сент-Енн у тому ж штаті.

## Освіта
- 1988 — закінчив середню школу (Pattonville середня школа) в Меріленд-Хайтс (англ. Maryland Heights) в Міссурі.
- 1992 — здобув ступінь бакалавра (фізика і машинобудування) в Вашингтонському університеті в Сент-Луїсі.
- 1993 — здобув ступінь магістра (машинобудування) в Каліфорнійському технологічному інституті.
- 1997 — здобув ступінь доктора (машинобудування) в тому ж інституті.

## Професійна діяльність
В аспірантурі Бенкен досліджував нелінійні регулятори і захистив дисертацію на тему — застосування нелінійних регуляторів для стабілізації частоти обертання двигунів компресорів з асиметричним потоком. Робота включала розробку програмного забезпечення і устаткування. Під час перебування в аспірантурі він розробив і впровадив програмне забезпечення та апаратні засоби для контролю і управління автоматизованих маніпуляторів.

## Військова служба

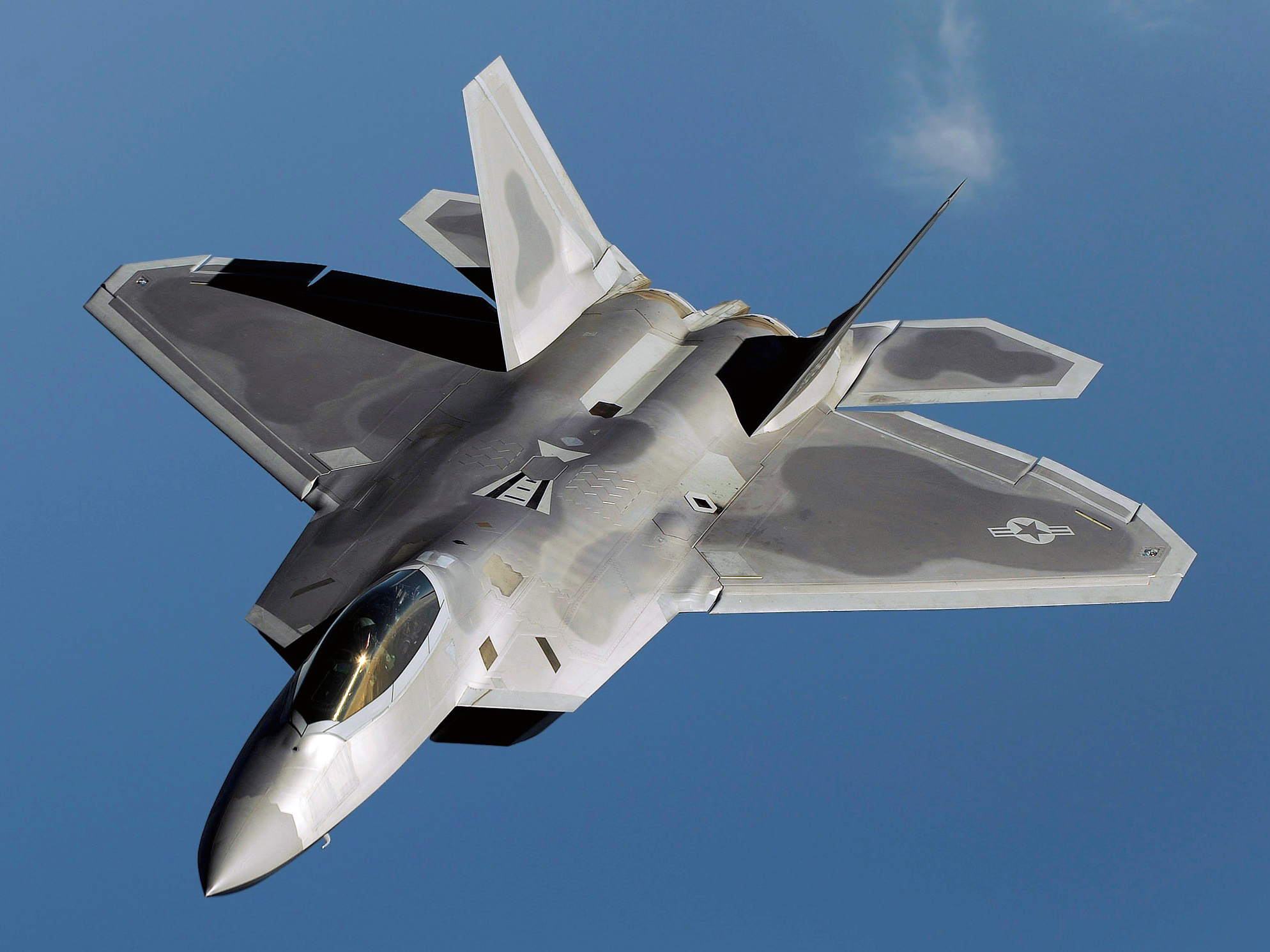
Винищувач F-22

- Пройшов навчання за програмою підготовки офіцерів резерву (ROTC — навчальний корпус запасу офіцери) у Вашингтонському університеті в Сент-Луїсі.
- З 1997 року служив на базі ВПС Еглін (англ. Eglin AFB), Флорида, технічним директором та інженером-розробником нових систем боєкомплектів.
- У 1998 році закінчив школу льотчиків-випробувачів ВПС США на авіабазі Едвардс у Каліфорнії (як інженер-випробувач).

Після закінчення школи продовжив службу на авіабазі Едвардс, де брав участь у змішаних випробуваннях багатоцільового винищувача F-22. Був призначений головним інженером-випробувачем винищувача F-22 Raptor № 4004. У його обов'язки входило планування польотів, проведення випробувальних польотів та розроблення вимог до диспетчерської служби. Бенкен також виконував польоти на F-15 і F-16 у межах підтримки програми льотних випробувань F-22.

## Військові звання
- 2000 — капітан ВПС.
- 2006 — майор ВПС.
- 2009 — підполковник ВПС.

## Космічна підготовка
- 2000 — 26 липня відібраний кандидатом в астронавти, 18-й набір НАСА (для підготовки на посаду польотного фахівеця). Пройшов курс загальнокосмічної підготовки (ОКП), після якого здобув кваліфікацію польотного фахівця й дістав призначення у відділ астронавтів підрозділу космічних шатлів (Astronaut Office Shuttle Operations Branch).
- 2007 — 29 січня офіційно призначений польотним фахівцем в екіпаж шатла Індевор STS-123 для польоту в грудні 2007 року. У ході цієї місії на Міжнародну космічну станцію планувалося доставити японський модуль Кібо.

## Польоти в космос
.
- STS-123 — Індевор (шатл) 11-27 березня 2008 року, польотний фахівець-1. Здійснив три виходи у відкритий космос — 18, 20 і 22 березня, тривалістю 6 годин 54 хвилини, 6 годин 24 хвилини і 6 годин 2 хвилини. Тривалість польоту шатла становила 15 днів 18 годин 10 хвилин 52 секунди.
- STS-130 — Індевор (шатл) 8-22 лютого 2010 року, також як польотний фахівець. Знову здійснив три виходи у відкритий космос 12, 14 і 17 лютого, тривалістю 6 годин 32 хвилини, 5 годин 54 хвилини і 5 годин 48 хвилин. Тривалість польоту шатла становила 13 днів 18 годин 6 хвилин 22 секунди.
- SpaceX DM-2 — з 30 травня 2020, командир спеціальних операцій та у складі МКС-63. 2 серпня 2020 астронавт повернувся на Землю. Капсула з астронавтами приводнилася у Мексиканській затоці поблизу Флориди. Вона торкнулася води в запланований час о 21:45 за Києвом.[3]

## Нагороди, премії і досягнення
- 1992 — здобув вищу освіту у Вашингтонському університеті.
- 1993–1996 — отримав диплом Національного наукового фонду.
- 1997 — Науково-дослідна лабораторія ВПС з боєприпасів.
- 1997 — Медаль ВПС «За досягнення» (Медаль ВПС Досягнення).
- 1998 — Медаль «За успіхи» (Похвальна медаль ВПС США).
- 1999 — з відзнакою закінчує Школу льотчиків-випробувачів ВПС США.
- 2000 — Медаль «За успіхи» (Похвальна медаль ВПС США).
- Премія — «Шкільна Премія полковника Рея Джонса найкращому льотчику-випробувачу ВПС США» у класі «98B».

## Сім'я
- Батько — живе в Сент-Енн.
- Рідна сестра — живе в Хазелвуді (Хазелвуд), Міссурі.
- Дружина — астронавтка НАСА Кетрін Макартур

Захоплення — скелелазіння, піший туризм і лижі.